# Carlos Morales Gatica
Carlos Jeremy Morales Gatica (La Pintana, Santiago, Chile; 21 de julio de 2000) es un futbolista chileno que se desempeña como Lateral o Extremo derecho y actualmente milita en Deportes Concepción de la Primera B de Chile.

## Trayectoria
Oriundo de la comuna de La Pintana, comenzó su carrera en las divisiones inferiores de Universidad Católica, donde compartió con jugadores como Yerco Oyanedel, César Munder, Carlos Salomón, Martín Lara, Diego Valencia, Marcelino Núñez, Enzo Ferrario, entre otros.
Sin espacio en el primer equipo cruzado, fue cedido en préstamo a General Velásquez en 2019 y Deportes Copiapó en 2020, sin lograr mucho minutos. Tras quedar libre de la UC, en abril de 2021 firma por Rodelindo Román de la Segunda División.En marzo de 2022 firma con Colchagua, para la temporada siguiente firmar con Iberia.
En enero de 2024 es anunciado como nuevo refuerzo de Deportes Limache de la Primera B. El 7 de diciembre de 2024 derrotan a Rangers en final por el playoffs de ascenso mediante lanzamiento penales, logrando un inédito ascenso a la Primera división chilena.

## Clubes
| Club                           | País  | Año       |
| ------------------------------ | ----- | --------- |
| Universidad Católica           | Chile | 2019-2020 |
| → General Velásquez (cedido)   | Chile | 2019      |
| → Deportes Copiapó (cedido)    | Chile | 2020      |
| Rodelindo Román                | Chile | 2021      |
| Colchagua                      | Chile | 2022      |
| Iberia                         | Chile | 2023      |
| Deportes Limache               | Chile | 2024-Act. |
| → Deportes Concepción (cedido) | Chile | 2025-Act. |